# Давка на Ходынском поле
Ходы́нка, Ходынская катастрофа — массовая давка, произошедшая ранним утром 18 (30) мая 1896 года на Ходынском поле (северо-западная часть Москвы, начало современного Ленинградского проспекта) на окраине Москвы в дни торжеств по случаю коронации 14 (26) мая императора Николая II и раздачи бесплатной пищи в честь той самой коронации.

## О Ходынском поле

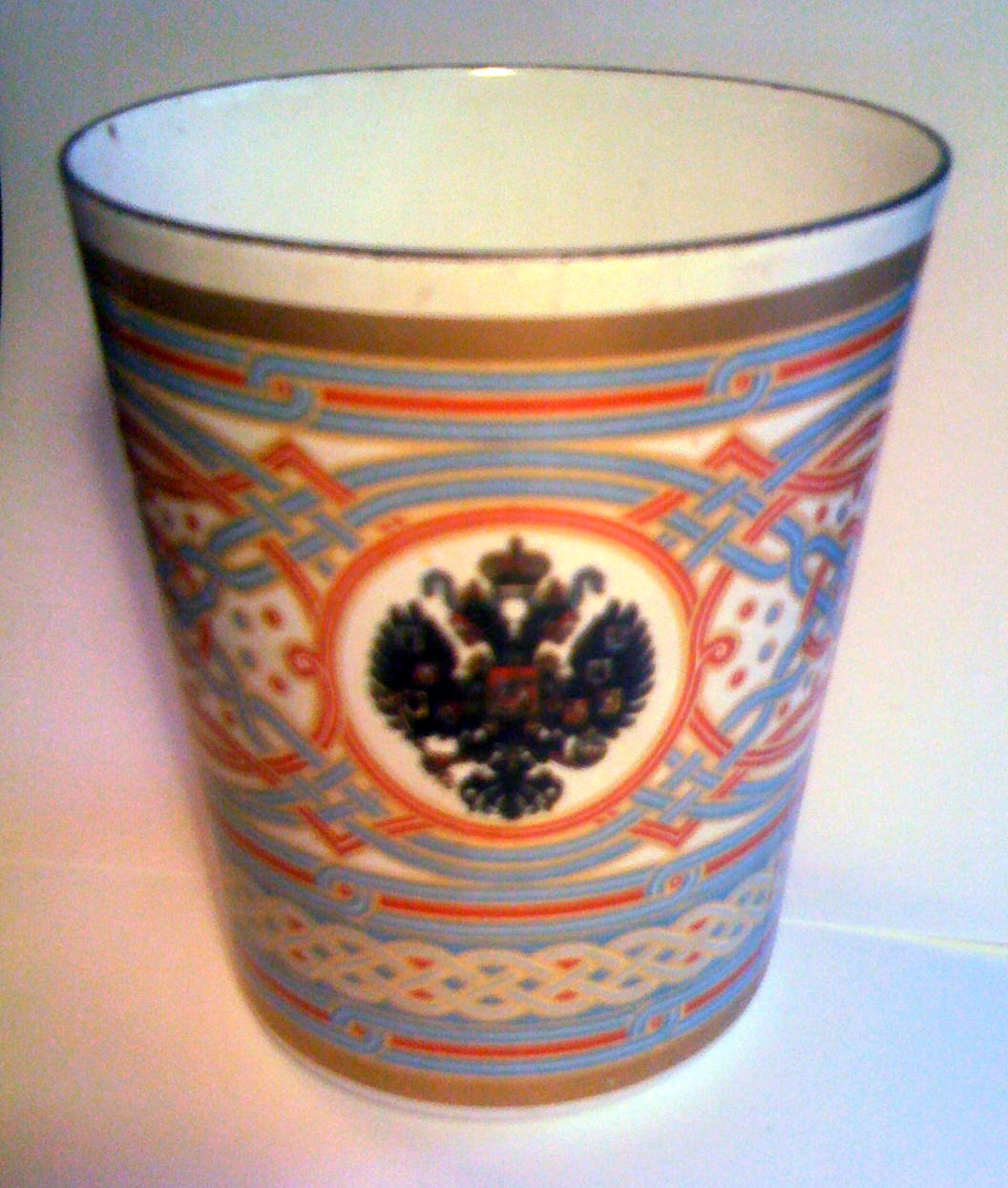
Памятная коронационная кружка, «Кубок скорбей».

Ходынское поле было достаточно большим (около 1 км²), однако рядом с полем проходил овраг, а на самом поле было много промоин и ям после добычи песка и глины. По свидетельству Гиляровского, ямы остались от металлических павильонов, которые незадолго перед тем были выкопаны и перевезены на торгово-промышленную «Всероссийскую ярмарку» в Нижний Новгород.
По периметру поля были построены временные «театры», эстрады, балаганы, лавки, в том числе 20 деревянных бараков для бесплатной раздачи 30 000 вёдер пива, 10 000 вёдер мёда и 150 ларьков для раздачи бесплатных сувениров, «царских гостинцев» — 400 000 подарочных кульков, в которых были:
- памятная коронационная эмалированная кружка с вензелями Их Величеств, высота 102 мм;

- фунтовая сайка из крупитчатой муки, изготовленная «Поставщиком двора Его Императорского Величества» булочником Д. И. Филипповым;
- полфунта колбасы (~200 г)[3];
- вяземский пряник с гербом в 1/3 фунта;
- мешочек с 3/4 фунта сластей (6 золотников карамели, 12 золотников грецких орехов, 12 золотников простых орехов, 6 золотников кедровых орехов, 18 золотников александровских рожков, 6 золотников винных ягод, 3 золотника изюма, 9 золотников чернослива)[3];
- бумажный мешок для сластей с изображениями Николая II и Александры Фёдоровны;
- весь сувенир (кроме сайки) завязывался в яркий ситцевый платок, выполненный на Прохоровской мануфактуре, на котором были напечатаны с одной стороны вид Кремля и Москвы-реки, с другой стороны — портреты императорской четы[3].

Помимо этого, устроители гуляний предполагали разбрасывать в толпе жетоны с памятной надписью.

## События

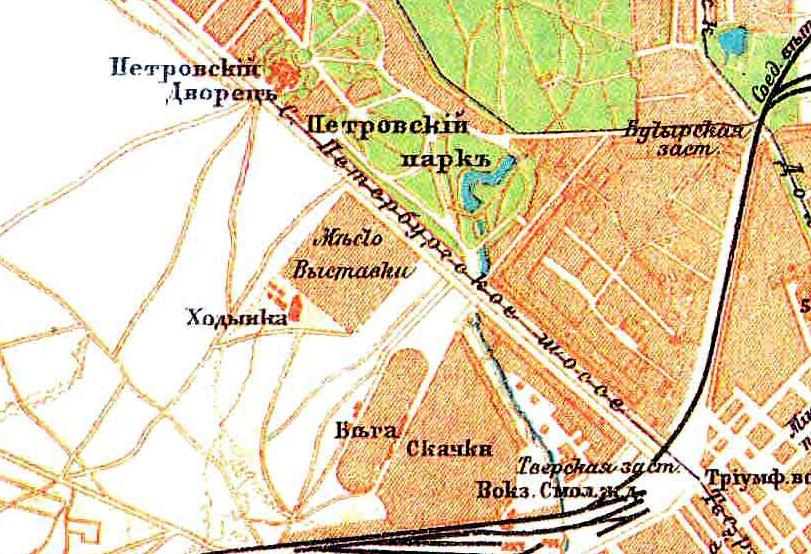
Ходынка на карте Москвы 1895 года

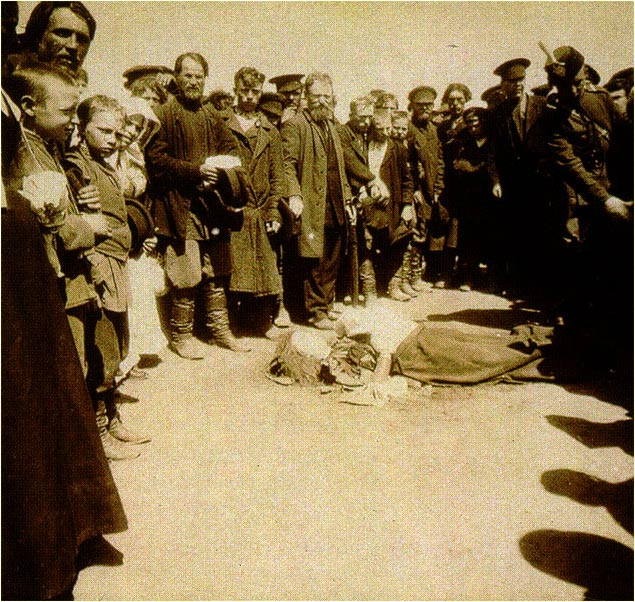
Жертва давки на Ходынском поле во время торжеств по случаю коронования Николая II.

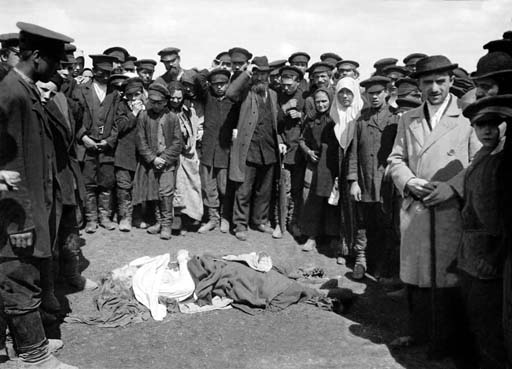
Другой вид на жертву давки

Начало гуляния было назначено на 10 часов утра 18 мая, но уже с вечера 17 (29) мая на поле стали прибывать со всей Москвы и окрестностей люди (зачастую семьями), привлечённые слухами о подарках и раздаче ценных монет. В 5 часов утра 18 мая на Ходынском поле в общей сложности насчитывалось не менее 500 тысяч человек. Когда по толпе прокатился слух, что буфетчики раздают подарки среди «своих», и потому на всех подарков не хватит, народ ринулся к временным деревянным строениям. 1800 полицейских, специально отряжённых для соблюдения порядка во время празднеств, не смогли сдержать натиск толпы. Подкрепление прибыло лишь к следующему утру. Раздатчики, понимая, что народ может снести их лавки и ларьки, стали бросать кульки с едой прямо в толпу, что лишь усилило сутолоку. Давка была ужасной. Часть людей провалилась в ямы и остальные шли по их телам, ямы были целиком заполнены трупами. Во многих местах толпа сжимала людей так, что они умирали, но оставались стоять.
Катастрофа произвела колоссальное впечатление на общественное мнение России. Владимир Гиляровский так описывал произошедшее:
Вдруг загудело. Сначала вдали, потом кругом меня. Сразу как-то… Визг, вопли, стоны. И все, кто мирно лежал и сидел на земле, испуганно вскочили на ноги и рванулись к противоположному краю рва, где над обрывом белели будки, крыши которых я только и видел за мельтешащимися головами. Я не бросился за народом, упирался и шёл прочь от будок, к стороне скачек, навстречу безумной толпе, хлынувшей за сорвавшимися с мест в стремлении за кружками. Толкотня, давка, вой. Почти невозможно было держаться против толпы. А там впереди, около будок, по ту сторону рва, вой ужаса: к глиняной вертикальной стене обрыва, выше роста человека, прижали тех, кто первый устремился к будкам. Прижали, а толпа сзади всё плотнее и плотнее набивала ров, который образовал сплошную, спрессованную массу воющих людей. Кое-где выталкивали наверх детей, и они ползли по головам и плечам народа на простор. Остальные были неподвижны: колыхались все вместе, отдельных движений нет. Иного вдруг поднимет толпой, плечи видно, значит, ноги его на весу, не чуют земли… Вот она, смерть неминучая! И какая!
     Ни ветерка. Над нами стоял полог зловонных испарений. Дышать нечем. Открываешь рот, пересохшие губы и язык ищут воздуха и влаги. Около нас мёртво-тихо. Все молчат, только или стонут, или что-то шепчут. Может быть, молитву, может быть, проклятие, а сзади, откуда я пришёл, непрерывный шум, вопли, ругань. Там, какая ни на есть, — всё-таки жизнь. Может быть, предсмертная борьба, а здесь — тихая, скверная смерть в беспомощности. Я старался повернуть назад, туда, где шум, но не мог, скованный толпой. Наконец, повернулся. За мной возвышалось полотно той же самой дороги, и на нём кипела жизнь: снизу лезли на насыпь, стаскивали стоящих на ней, те падали на головы спаянных ниже, кусались, грызлись. Сверху снова падали, снова лезли, чтобы упасть; третий, четвёртый слой на голову стоящих. Это было именно то самое место, где я сидел с извозчиком Тихоном и откуда ушёл только потому, что вспомнил табакерку.
     Рассвело. Синие, потные лица, глаза умирающие, открытые рты ловят воздух, вдали гул, а около нас ни звука. Стоящий возле меня, через одного, высокий благообразный старик уже давно не дышал: он задохся молча, умер без звука, и похолодевший труп его колыхался с нами. Рядом со мной кого-то рвало. Он не мог даже опустить головы.
     Впереди что-то страшно загомонило, что-то затрещало. Я увидал только крыши будок, и вдруг одна куда-то исчезла, с другой запрыгали белые доски навеса. Страшный рёв вдали: «Дают!.. давай!.. дают!..» — и опять повторяется: «Ой, убили, ой, смерть пришла!..»
     И ругань, неистовая ругань. Где-то почти рядом со мной глухо чмокнул револьверный выстрел, сейчас же другой, и ни звука, а нас всё давили. Я окончательно терял сознание и изнемогал от жажды.

     Вдруг ветерок, слабый утренний ветерок смахнул туман и открыл синее небо. Я сразу ожил, почувствовал свою силу, но что я мог сделать, впаянный в толпу мёртвых и полуживых? Сзади себя я услышал ржание лошадей, ругань. Толпа двигалась и сжимала ещё больше. А сзади чувствовалась жизнь, по крайней мере ругань и крики. Я напрягал силы, пробирался назад, толпа редела, меня ругали, толкали.
О случившемся доложили великому князю Сергею Александровичу и императору Николаю II. Место катастрофы было убрано и очищено от всех следов разыгравшейся драмы, программа празднования продолжалась. На Ходынском поле оркестр под управлением известного дирижёра В. И. Сафонова играл концерт, к 14 часам прибыл император Николай II, встреченный громовым «ура» и пением Народного гимна.
По утверждению Александра Михайловича, особенно горячо против продолжения торжеств выступил его брат Николай Михайлович: «Он объяснил весь ужас создавшегося положения. Он вызвал образы французских королей, которые танцевали в Версальском парке, не обращая внимания на приближающуюся бурю». «Помни, Ники, — закончил он, глядя Николаю II прямо в глаза, — кровь этих пяти тысяч мужчин, женщин и детей останется неизгладимым пятном на твоем царствовании. <…> Не давай повода твоим врагам говорить, что молодой царь пляшет, когда его погибших верноподданных везут в мертвецкую».
Празднества по случаю коронации продолжились вечером в Кремлёвском дворце, а затем балом на приёме у французского посла. Многие ожидали, что если бал не будет отменён, то, по крайней мере, состоится без государя. По словам Сергея Александровича, хотя Николаю II и советовали не приезжать на бал, царь высказался, что хотя Ходынская катастрофа — это величайшее несчастье, однако не должно омрачать праздника коронации. По другой версии, окружение уговорило царя посетить бал во французском посольстве из-за внешнеполитических соображений.

Бал проходил в помещении Русского охотничьего клуба, улица Воздвиженка, 6.
«Французский посол умолял ввиду страшных расходов согласиться хотя бы просто на раут. Государя, не без большого труда, умолили появиться с Императрицей, хотя бы ненадолго на рауте… На Государе, что называется, лица не было. Он весь осунулся, был бледен как полотно. В молчании они прошли по залам, кланяясь собравшимся. Затем прошли в гостиную маркизы Монтебелло и очень скоро отбыли во дворец. Французы были в отчаянии, но, кажется, и они поняли, что требовать большего … было невозможно».
Николай II открыл бал с графиней Монтебелло (женой посланника), а Александра Фёдоровна танцевала с графом.
Запись в дневнике Николая II: «До сих пор всё шло, слава Богу, как по маслу, а сегодня случился великий грех. Толпа, ночевавшая на Ходынском поле, в ожидании начала раздачи обеда и кружки*, напёрла на постройки и тут произошла страшная давка, причём, ужасно прибавить, потоптано около 1300 человек!! Я об этом узнал в 10 1/2 ч. перед докладом Ванновского; отвратительное впечатление осталось от этого известия. В 12 1/2 завтракали и затем Аликс и я отправились на Ходынку на присутствование при этом печальном „народном празднике“. Собственно там ничего не было; смотрели из павильона на громадную толпу, окружавшую эстраду, на которой музыка всё время играла гимн и „Славься“. Переехали к Петровскому, где у ворот приняли несколько депутаций и затем вошли во двор. Здесь был накрыт обед под четырьмя палатками для всех волостных старшин. Пришлось сказать им речь, а потом и собравшимся предводителям двор. Обойдя столы, уехали в Кремль. Обедали у Мама в 8 ч. Поехали на бал к Montebello** . Было очень красиво устроено, но жара стояла невыносимая. После ужина уехали в 2 ч.»
Тот факт, что коронационные торжества продолжились после столь страшной катастрофы, вызвал серьёзное возмущение в обществе.

## Последствия

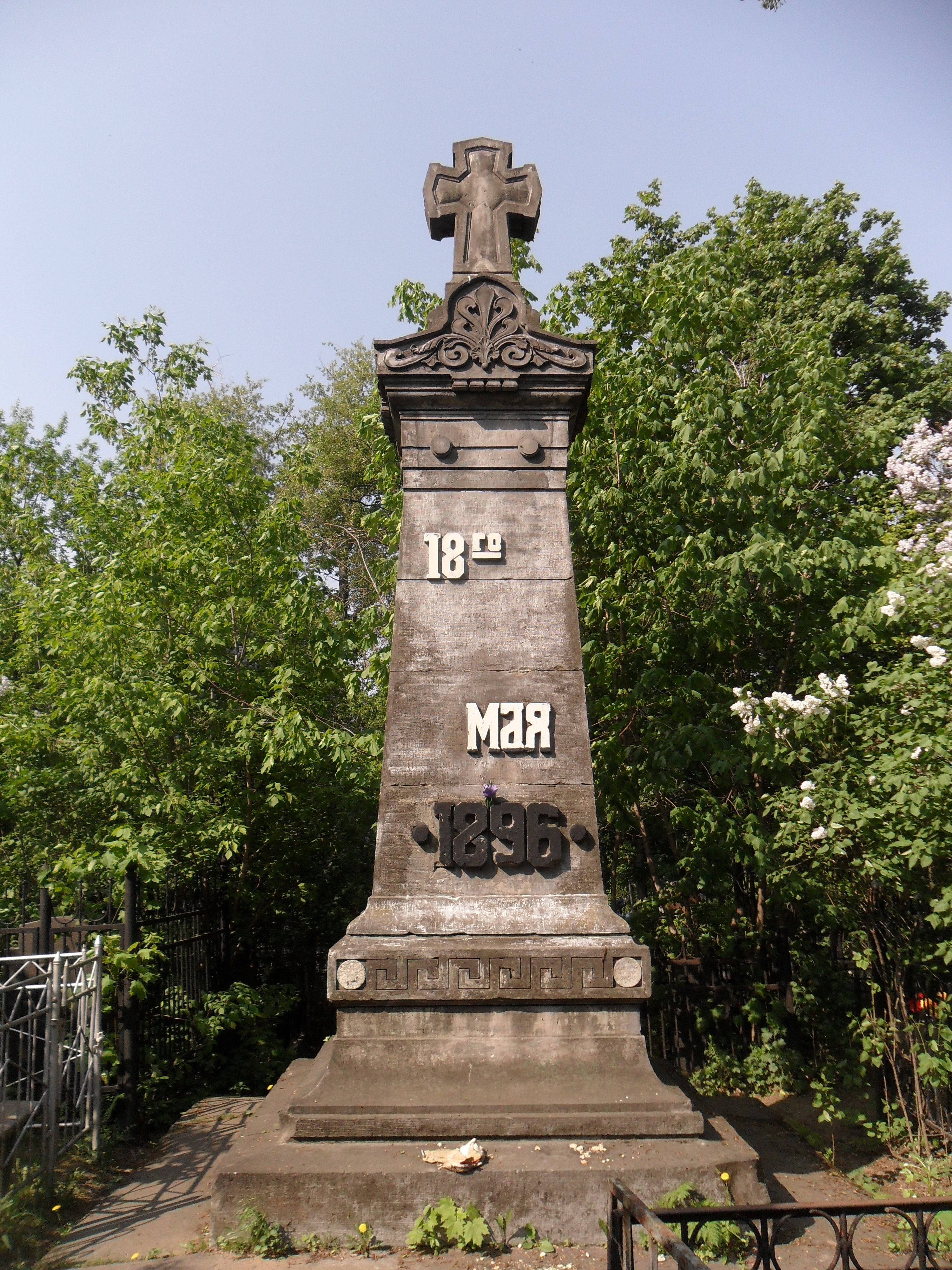
Братская могила погибших 18 мая 1896 года на Ваганьковском кладбище Москвы.

Большинство трупов (кроме опознанных сразу на месте и выданных для погребения в свои приходы) было собрано на Ваганьковском кладбище, где проходило их опознание и погребение.
По официальным данным, на Ходынском поле (и вскоре после инцидента) погибло 1389 человек, ещё несколько сот получили увечья. По неофициальным данным, число погибших превысило 4000. Императорская семья пожертвовала в пользу пострадавших 90 тыс. рублей, разослала тысячу бутылок мадеры для пострадавших по больницам. 19 мая императорская чета вместе с генерал-губернатором великим князем Сергеем Александровичем посетила Старо-Екатерининскую больницу, где были помещены раненые на Ходынском поле; 20 мая посетили Мариинскую больницу.
Гиляровский так описывал извлечение трупов:

Ров, этот ужасный ров, эти страшные волчьи ямы полны трупами. Здесь главное место гибели. Многие из людей задохлись, ещё стоя в толпе, и упали уже мёртвыми под ноги бежавших сзади, другие погибли ещё с признаками жизни под ногами сотен людей, погибли раздавленными; были такие, которых душили в драке, около будочек, из-за узелков и кружек. Лежали передо мной женщины с вырванными косами, со скальпированной головой.
Многие сотни! А сколько ещё было таких, кто не в силах был идти и умер по пути домой. Ведь после трупы находили на полях, в лесах, около дорог, за двадцать пять вёрст от Москвы, а сколько умерло в больницах и дома! Погиб и мой извозчик Тихон, как я узнал уже после.
Я сполз вниз по песчаному обрыву и пошёл между трупами. В овраге они ещё лежали, пока убирали только с краёв. Народ в овраг не пускали. Около того места, где я стоял ночью, была толпа казаков, полиции и народа. Я подошёл. Оказывается, здесь находился довольно глубокий колодец со времён выставки, забитый досками и засыпанный землёй. Ночью от тяжести народа доски провалились, колодец набился доверху рухнувшими туда людьми из сплошной толпы, и когда наполнился телами, на нём уже стояли люди. Стояли и умирали. Всего было вынуто из колодца двадцать семь трупов. Между ними оказался один живой, которого только что перед моим приходом увели в балаган, где уже гремела музыка.
Праздник над трупами начался! В дальних будках ещё раздавались подарки. Программа выполнялась: на эстраде пели хоры песенников и гремели оркестры.

 У колодца я услыхал неудержимый смех. Вынутые трупы лежали передо мной, два в извозчичьих халатах, и одна хорошо одетая женщина с изуродованным лицом была на самом верху — лицо ногами измято. Сначала из колодца достали четверых мёртвых, пятый был худощавый человек; оказался портной с Грачёвки.
Газеты «Московские ведомости» и «Московский листок» ничего не писали о катастрофе. Тираж газеты «Русские ведомости» со статьёй Гиляровского полиция пыталась арестовать.

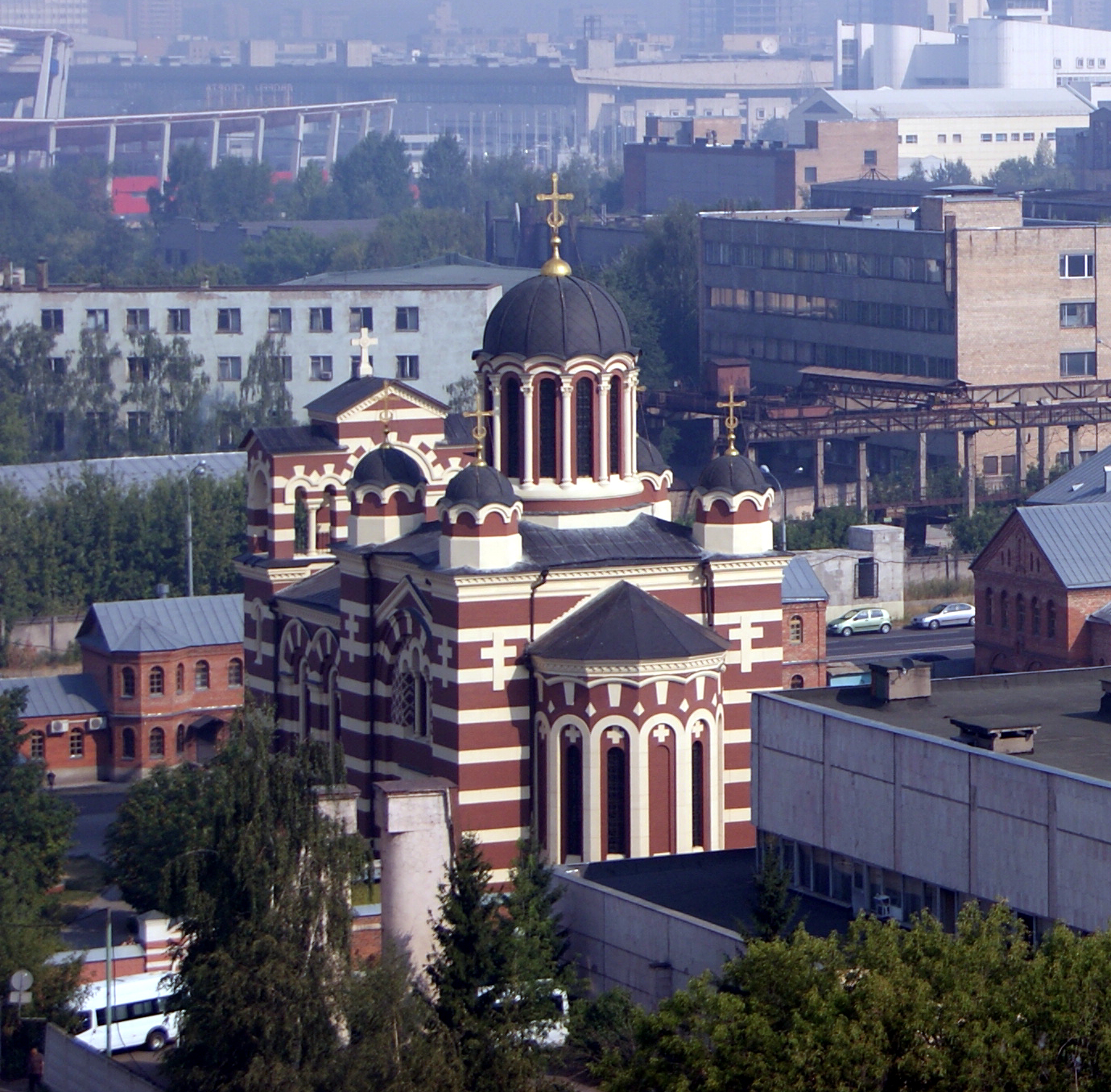
Храм во имя иконы Божией Матери «Отрада и утешение» на Ходынском поле («на крови»)

Наказаны были московский обер-полицмейстер Власовский и его помощник — оба были сняты с занимаемых должностей. Власовский был «снят с обеспечением пожизненной пенсии в 15 тыс. руб. в год».
В 1896 году на Ваганьковском кладбище на братской могиле был установлен памятник жертвам давки на Ходынском поле по проекту архитектора И. А. Иванова-Шица с выбитой на нём датой трагедии: «18-го мая •1896•».
Сюжет о Ходынской катастрофе, которой были посвящены опубликованные до 1917 года воспоминания очевидцев, был использован Горьким при написании романа «Жизнь Клима Самгина», упоминается также в иных литературно-художественных произведениях, к примеру Константин Бальмонт в 1906 году написал стихотворение «Наш царь», в котором присутствовали слова «…Кто начал царствовать — Ходынкой, Тот кончит — встав на эшафот».
По современной медицинской терминологии причиной смерти большинства пострадавших была компрессионная асфиксия.
В связи с событиями на Ходынке и кровавым воскресеньем 9 января 1905 года император был прозван радикальной оппозицией «Николаем Кровавым»; с таким прозвищем он и фигурировал в советской популярной историографии.

## Аналоги
Подобная трагедия, хотя и в значительно меньших масштабах, случилась в Москве в 1880-е годы во время раздачи милостыни нищим. Тогда погибло около десятка человек из нескольких сотен, участвующих в давке. Происшествие также было описано в репортаже Владимира Гиляровского.
Массовые давки в те годы случались и в других странах Европы. Так, в 1883 году в Сандерленде (Великобритания) при раздаче подарков детям в концертном зале «Виктория-холл» погибли 183 ребёнка.

## Отражение в культуре
- Рассказ Льва Толстого, «Ходынка», 1910.
- Рассказ Фёдора Сологуба «В толпе».
- Описание трагедии дано в книге Валентина Пикуля «Нечистая сила».
- Трагедия на Ходынском поле описана в романе Бориса Акунина «Коронация, или Последний из Романов». В нём давка была спровоцирована противником Эраста Фандорина — доктором Линдом.
- Трагедия на Ходынском поле положена в основу романа «Утоли моя печали» Бориса Васильева.
- В первой части романа Юрия Бурносова «Революция» из цикла «Этногенез» трагедию спровоцировал один из главных героев — Цуда Сандзо, японский городовой, ранее совершивший покушение на императора.
- В романе Веры Камши «Зимний Излом» описана схожая ситуация. Вероятно, давка на Ходынском поле послужила прототипом событий в столице Талига.
- В стихотворении Константина Бальмонта «Наш царь» (1906): «…Кто начал царствовать — Ходынкой, // Тот кончит — встав на эшафот».
- В романе-эпопее Максима Горького «Жизнь Клима Самгина».
- Трагедия на Ходынском поле упоминается в мемуарах Карла Густава Маннергейма «Линия жизни. Как я отделился от России».
- Трагедию на Ходынском поле и ее последствия регистрировал в своем дневнике журналист и издатель А. С. Суворин (см.: Дневник Алексея Сергеевича Суворина / текстол. расшифровка Н. Роскиной; подгот. текста Д. Рейфилда, О. Макаровой. 2-е изд., испр. и доп. London; М., 2000. С. 229—235, 236—237, 238—239).
- В романе-эпопее Петра Краснова «От двуглавого орла к красному знамени» (часть первая, главы XXXIX—XLIII), 1921—1922. Главный герой произведения корнет Александр Саблин принимает участие в подготовке коронационных торжеств, а затем становится очевидцем трагедии, последствия которой определённым образом влияют на его дальнейшую судьбу.
- Сцены праздника и давки изображены в художественном фильме «Матильда».
- Событиям трагедии посвящена песня «Ходынка» группы «Электрофорез».
- Фрагмент из 8-й серии сериала "Романовы" (2013)